# Loch Odhairn
Der Loch Odhairn, englisch: Loch Ouirn, ist ein Meeresarm des zur Schottischen See gehörigen Minch beziehungsweise des Sound of Shiant. Er tritt in die Landmasse der schottischen Hebrideninsel Lewis and Harris ein.

## Geographie
Der Meeresarm tritt an der Ostküste von Lewis in die Landmasse ein. Zunächst rund einen Kilometer breit, verjüngt sich die Bucht sukzessive. Das Kap Kebock Head markiert die südliche Einfahrt in den Loch. Nach rund 4,2 km endet Loch Odhairn nahe der Siedlung Gravir. Mit Ausnahme von Garvir sind die Ufer der Bucht unbesiedelt. Am Kopf mündet ein kleiner Bach ein.